# Alianza Mis Pasos
La Alianza Mis Pasos (en armenio: «Իմ Քայլը» դաշինք; Im Kaylə dashink') es una alianza política armenia, formada por el partido Contrato Civil, el Partido Misión y representantes de la sociedad civil. Fue fundado en agosto de 2018, previo a las elecciones locales de Ereván de ese año. El líder de la coalición es el actual primer ministro de Armenia Nikol Pashinián.

## Historia
El 31 de marzo de 2018, a comienzos de la Revolución de Terciopelo, Nikol Pashinián y un grupo de seguidores comenzaron a marchar desde Guiumri, la segunda ciudad más grande del país. La campaña bajo el nombre "Mis Pasos", se declaró el 17 de abril, bajo la intención de evitar la elección de Serzh Sargsián como primer ministro.
El 23 de septiembre de 2018 la alianza participó y ganó en las elecciones al Consejo Cívico de Ereván de 2018, con Hayk Marytyan como candidato a alcalde, y obteniendo 57 de los 65 escaños en el Ayuntamiento de Ereván.

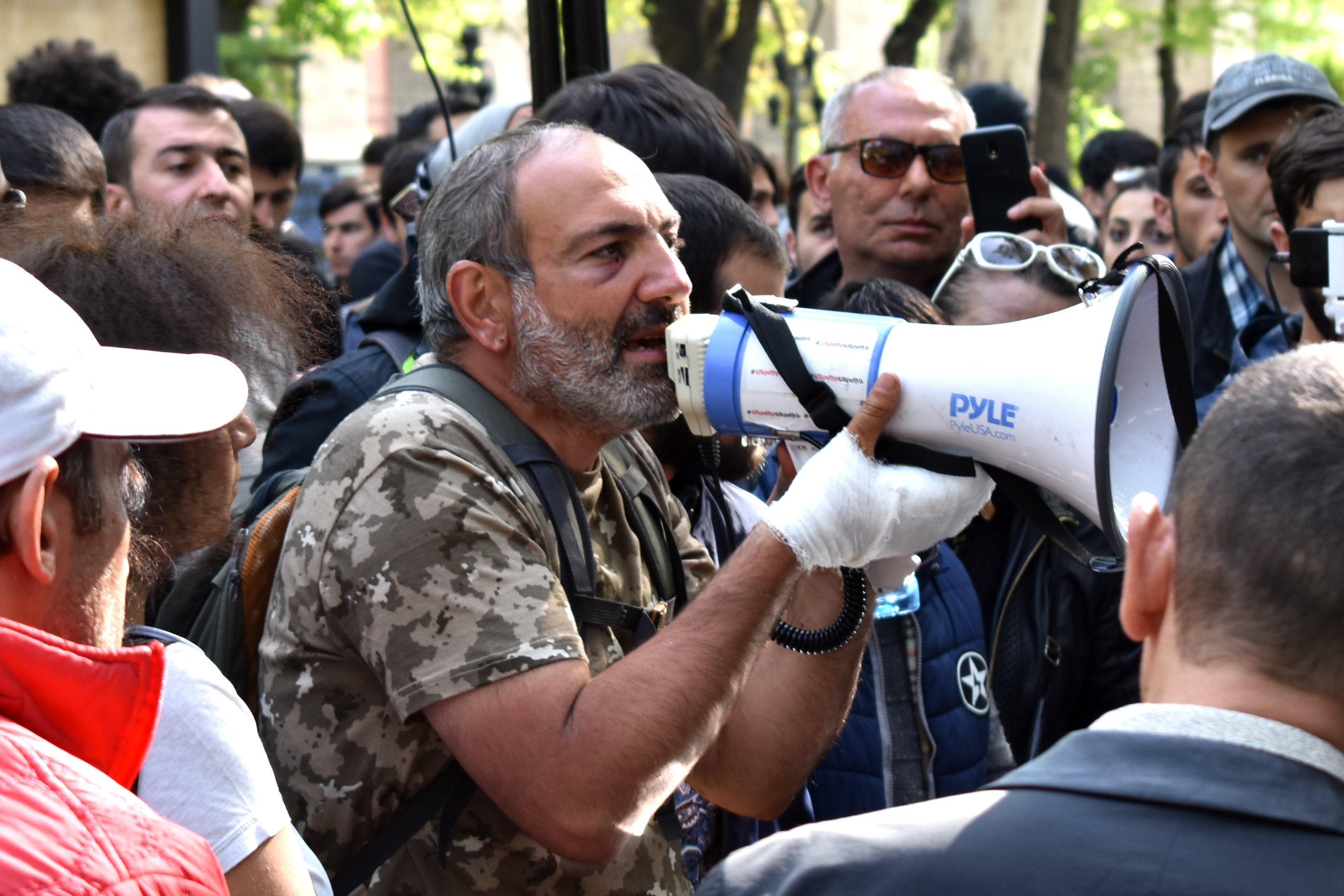
Nikol Pashinián, líder y fundador de la Alianza Mis Pasos, participando en las protestas durante la Revolución de Terciopelo armenio de 2018. Actualmente es el Primer ministro de Armenia.

La alianza participó en las elecciones parlamentarias de 2018. La alianza triunfó en los comicios, obteniendo 88 de los 132 escaños.

## Composición
| Partido        | Ideología   | Posición | Líder           |
| -------------- | ----------- | -------- | --------------- |
| Contrato Civil | Liberalismo | Centro   | Nikol Pashinián |
| Partido Misión | Liberalismo | Centro   | Manuk Sukiasyan |

## Historial electoral

### Elecciones parlamentarias
| Elección | Votos   | %     | Escaños | Posición | Gobierno |
| -------- | ------- | ----- | ------- | -------- | -------- |
| 2018     | 884 456 | 70.43 | 88/132  | 1.º      | Gobierno |

### Elecciones locales

#### Elecciones del Consejo Cívico deEreván
| Elección | Candidato a alcalde | Votos   | %      | Escaños en el Ayuntamiento |
| -------- | ------------------- | ------- | ------ | -------------------------- |
| 2018     | Hayk Marutyan       | 294 109 | 81.06% | 57/65                      |